# Aeroporto de Caxambu
O Aeroporto de Caxambu (ICAO: SNXB) é um aeroporto brasileiro localizado no município de Caxambu no estado de Minas Gerais. Está situado a 11 quilômetros do centro da cidade de Caxambu e a 250 quilômetros da capital Belo Horizonte. Foi inaugurado em  29 de janeiro de 1951, durante a presidência do mineiro Juscelino Kubistchek. Após reforma realizada em 1988, na gestão do governador Newton Cardoso, recebeu o nome de Aeroporto Fernando Levenhagen de Mello, pai do então secretário de transportes de Minas Gerais, Mauricio Guedes Mello.